# ألمامي توريه
ألمامي توريه (بالفرنسية: Almamy Touré) ( 28 أبريل 1996 , باماكو) لاعب كرة قدم من مالي يلعب في موقع مدافع لصالح آينتراخت فرانكفورت.
يتميز توريه بصلابته مما جعل العديد من الأندية تهتم بضمه مثل يوفنتوس وبرشلونة.

## روابط خارجية
- ألمامي توريه على موقع الاتحاد الأوربي (الإنجليزية)
- ألمامي توريه على موقع رابطة كرة القدم الفرنسية للمحترفين (الإنجليزية)
- ألمامي توريه على موقع قاعدة بيانات كرة القدم.إي يو (الإنجليزية)
- ألمامي توريه على موقع ليكيب (الفرنسية)
- ألمامي توريه على موقع Soccerway.com (الإنجليزية)
- ألمامي توريه على موقع عالم كرة القدم.نت (الإنجليزية)
- ألمامي توريه على موقع AS.com (الإسبانية)